# Pyaar Kiya To Darna Kya

Pyaar Kiya To Darna Kya (en hindi : प्यार किया तो डरना क्या, en français : Fais l’amour) est un film de Bollywood réalisé par Sohail Khan en 1998. C’est une comédie romantique avec Salman Khan, Arbaaz Khan, Kajol et Dharmendra. Salman Khan et Arbaaz Khan sont frères dans la vie. Il joue également dans Dabangg avec Sonakshi Sinah en 2010. Et aussi Dans Hello brother en 1995.

## Synopsis
À la suite du décès de leurs parents, Muskaan (Kajol) et son frère Vishal (Arbaaz Khan) ont été élevés à la campagne par leur oncle et leur tante. Muskaan est aujourd’hui une charmante jeune fille qui souhaite aller étudier à Mumbai. Malgré ses craintes de voir sa sœur perdue dans cette grande ville, son frère accepte et l'accompagne jusqu’à son université où il rencontre le président (Tiku Talsania) pour s’assurer du sérieux de l’établissement et du bien-être de Muskaan. Celle-ci reçoit de nombreuses propositions de mariage de bonnes familles mais Vishal les rejette toutes les unes après les autres. Il fait subir à chaque prétendant un test : le tour de sa propriété à cheval mais qui tourne au drame à chaque fois… Seul celui qui réussira le test pourra épouser Muskaan. Lorsque cette dernière tombe amoureuse de Suraj Khanna (Salman Khan) rencontré à l’université, elle le présente à sa famille et Vishaal le soumet à son test mais Suraj échoue. Vishaal veut alors que Muskaan épouse le frère de Thakur Vijay Singh (Aashif Sheikh) sans savoir que Thakur Vijay Singh (Nirmal Pandey) ne souhaite cette union que dans le but de se venger de la famille de Muskaan pour un différend que les deux familles avaient eu il y a longtemps...

## Terrain
Muskaan ( Kajol ) est une orpheline vivant dans une ferme dirigée par son frère aîné trop protecteur, Vishal ( Arbaaz Khan ) et leur « Chachu » ( Dharmendra ). L'amie d'enfance de Muskaan, Ujaala (Anjala Zaveri), porte une torche pour le maussade Vishal depuis l'enfance, mais il ne lui donnera pas l'heure de la journée. Plus tard, Muskaan décide qu'elle veut aller dans une université à Mumbai et doit persuader son frère de la laisser partir. Une fois dans la grande ville, Suraj (Salman Khan), un étudiant peu performant, qui ne s'entend pas avec sa belle-mère et est séparé de son père, tombe amoureux de Muskaan. Après quelques tentatives pour jouer avec Muskaan et essayer d'attirer son attention, Suraj réussit finalement et Muskaan tombe amoureux de lui. Un jour, lorsque Vishal vient rendre visite à Muskaan, il est considéré à tort comme son petit ami par Suraj et son groupe d'amis. Ils essaient par conséquent de combattre Vishal mais sont plutôt battus. Suraj apprend plus tard de Muskaan que Vishal est son frère et il s'excuse auprès de Muskaan et Vishal de l'avoir battu. Mais Vishal n'aime pas Suraj parce que ses termes et conditions de son futur beau-frère sont très pénibles physiquement et il pense que Suraj n'est ni compétent ni un homme à prendre au sérieux. Et il décide de ramener Muskaan à la ferme, sentant la mauvaise influence de Suraj sur ses études. Suraj la poursuit et commence à travailler à la ferme en tant que garçon d'écurie après une rencontre fortuite avec «Chachu» dans laquelle il sauve la vie de Chachu. Vishal donne une autre chance à Suraj et le met à l'épreuve; cependant, il est rejeté. Vishal veut que Muskaan épouse le frère de Thakur Vijay Singh, ne sachant pas que Thakur Vijay Singh fait cela simplement pour se venger de la famille Thakur pour une humiliation antérieure que sa propre famille a subie. Donc, Suraj doit maintenant empêcher que cela se produise et il doit également être en mesure de gagner le cœur de Vishal s'il est vraiment intéressé à épouser Muskaan. Chachu est à moitié choqué de savoir la raison pour laquelle Suraj est venu dans ce village. Finalement, les amis de Suraj ont parlé de ce village à la famille de Suraj. La famille de Suraj vient. La belle-mère de Suraj insulte Muskaan, qui s'enfuit mais elle rencontre accidentellement la famille Singh et leurs hommes de main. Suraj, le père de Suraj, Vishal et son Chachu arrivent et sauvent Muskaan. Malgré les blessures, la belle-mère de Suraj appelle la police car elle se soucie maintenant de Suraj. Vishal accepte Suraj comme son futur beau-frère.

## Fiche technique
- Titre : Pyaar Kiya To Darna Kya
- Réalisateur : Sohail Khan
- Scénariste : Sohail Khan
- Producteur : Sohail Khan
- Musique : Jatin Lalit, Himesh Reshammiya et Sajid-Wajid
- Distributeur : G.S Entertainment Pvt Ltd
- Sortie : 27 mars 1998
- Durée : 180 minutes
- Pays : Inde
- Langues : Hindi (sous-titres en anglais)

## Distribution
- Salman Khan..........Suraj Khanna
- Kajol................Muskaan Thakur
- Arbaaz Khan..........Vishal Thakur
- Dharmendra...........Thakur Ajay Singh
- Kiran Kumar..........Akash Khanna
- Aashif Sheikh........Frère de Thakur Vijay Singh
- Ashok Saraf..........Tadkomal
- Nirmal Pandey........Thakur Vijay Singh
- Tiku Talsania........Président de l’Université
- Razak Khan...........Raj

## Musique
La musique a été composée par Jatin-Lalit et les paroles ont été écrites par Sameer.
| Titre                           | Interprète(s)                  |
| ------------------------------- | ------------------------------ |
| Tujhe Pyar Hai Mujhse           | Udit Narayan                   |
| Deewana Main Chala              | Udit Narayan                   |
| Jis Ghaadi Tujhko               | Udit Narayan                   |
| O O Jane Jaana                  | Kamaal Khan                    |
| Oh Saathiya Oh Beliya           | Anuradha Paudwal               |
| Oh Baby                         | Kavita Khrisnamurti            |
| Jab Pyar Kiya To Darna Kya      | Kumar Sanu Kavita Khrisnamurti |
| Teri Jawaani Badi Mast Mast Hai | Artistes inconnus              |
| Tum Par Hum Atke                |                                |
| Odh Li Chunariya Tere Naam Ki   |                                |

## Récompenses
Prix remporté
- Filmfare R.D. Burman Award for New Music Talent, pour Kamal Khan avec la chanson O o jaane jaana

Nominations
- Meilleur acteur – Salman Khan
- Meilleur second rôle masculin – Arbaaz Khan
- Meilleur chanteur playback – Kamal Khan